# Celloconcert (Holmboe)
Vagn Holmboe voltooide zijn Concert voor cello en orkest in 1974. Het bleef zijn enige concerto voor de cello. 
Holmboe schreef het werk in zijn eigen stijl van Metamorfose. Van het werk is vrijwel niets bekend. Het bestaat uit vijf delen die zonder tussenpauzen worden uitgevoerd:
1. Moderato
2. Andante
3. Vivace
4. Tempo giusto
5. Vivace.

Er is van dit werk slechts één opname bekend en die dateert uit 1975. De cellist Erling Bløndal Bengtsson nam het 11 en 12 december 1975 op met het Deens Radio Symfonieorkest onder leiding van János Ferenczik. 
Orkestratie:
- 1 fluit, 2 dwarsfluiten, 2 hobo’s, 1 althobo, 2 klarinetten, 1 basklarinet,  2 fagotten, 1 contrafagot
- 4 hoorns, 3 trompetten
- pauken, percussie waaronder xylofoon celesta
- violen, altviolen, celli, contrabassen

Concerto’sAltvioolconcert · Celloconcert · Concert voor blokfluit, strijkinstrumenten, celesta en vibrafoon · Concert voor orkest · Fluitconcert nr. 1 · Fluitconcert nr. 2 · Tubaconcert · Vioolconcert nr. 1 · Vioolconcert nr. 2
Kamerconcerto’sKamerconcert nr. 1 voor piano, strijkinstrumenten en pauken · Kamerconcert nr. 2 voor fluit, viool, strijkinstrumenten en percussie · Kamerconcert nr. 3 voor klarinet en kamerorkest · Kamerconcert nr. 4 voor pianotrio en kamerorkest · Kamerconcert nr. 5 voor altviool en kamerorkest · Kamerconcert nr. 6 voor viool en kamerorkest · Kamerconcert nr. 7 voor hobo en kamerorkest · Kamerconcert nr. 8 voor orkest · Kamerconcert nr. 9 voor viool, altviool en kamerorkest · Kamerconcert nr. 10 · Kamerconcert nr. 11 voor trompet en orkest · Kamerconcert nr. 12 voor trombone en orkest · Kamerconcert nr. 13 voor hobo, altviool en kamerorkest